# Bosc temperat

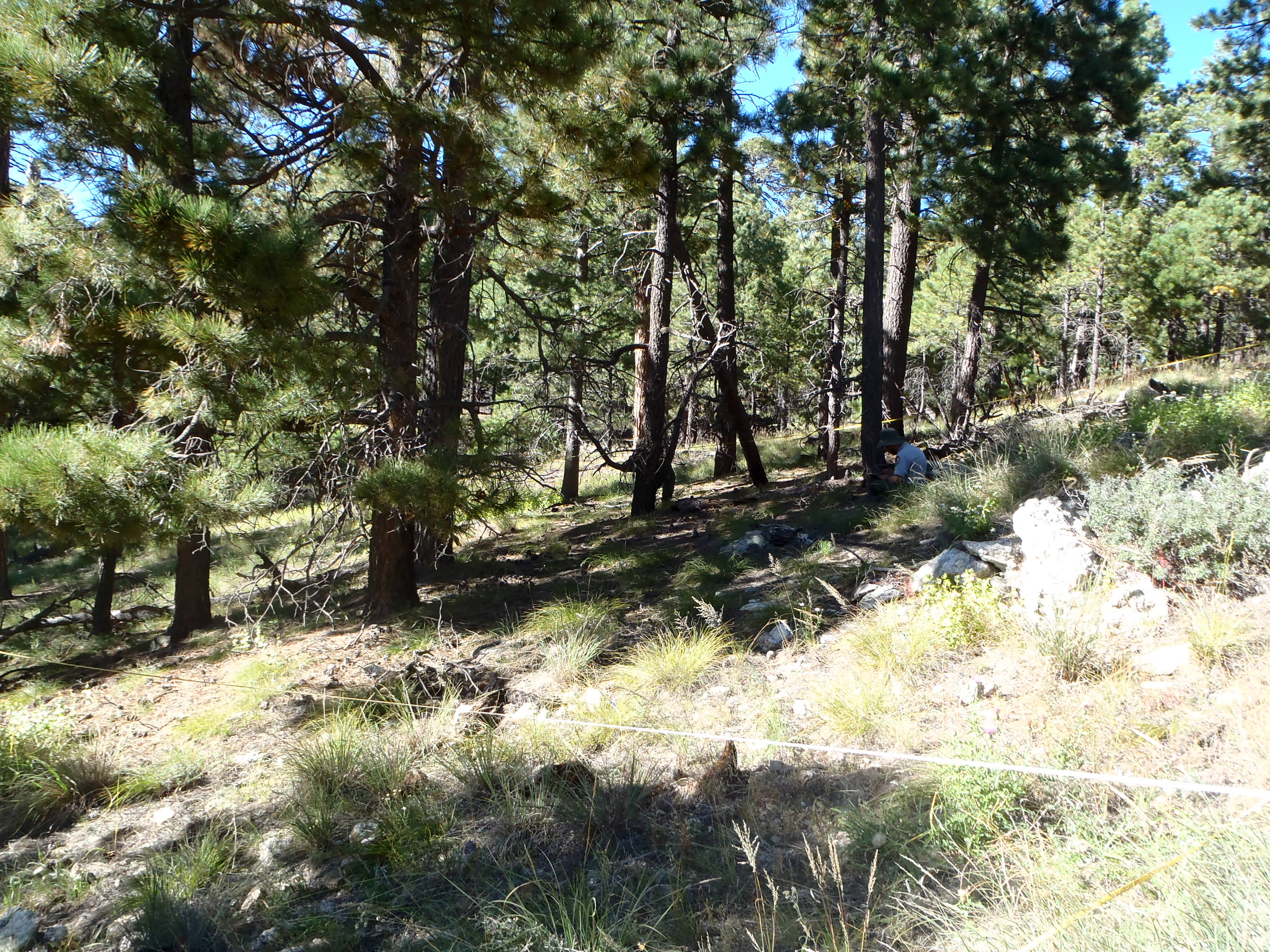
Boscos temperats

Bosc temperat és un bosc de la zona de clima temperat. Creixen en regions en les quals hi ha quatre estacions: primavera, estiu, tardor i hivern (a diferència dels climes tropicals que en tenen dos: temporada de sequera i període de pluges), i s'anomenen temperats perquè el clima de les zones que ocupen no és ni massa càlid ni massa fred (zones d'Europa, franja oriental de la Xina i els Estats Units, Sud-amèrica i Austràlia). Aquests boscos es corresponen amb les concentracions forestals formades a l'hemisferi nord i sud, o en regions temperades.
Les característiques principals inclouen: fulles amples, arbres grans i alts i sense vegetació estacional. Els boscos temperats poden estar més distingit dels patrons del clima i les característiques geogràfiques que afavoreixen el predomini de certes classes d'arbres. En boscos temperats de coníferes, predominen coníferes sempre verdes, mentre que en els boscos temperats de frondoses, existeix una distribució més equitativa entre els arbres de fulla perenne i de fulla caduca. Els boscos temperats caducifolis, un subgrup dels boscos temperats de frondoses, estan formats per arbres que perden les fulles cada any. Finalment, els boscos temperats humits solen tenir fortes pluges i humitat densa.
A la regió temperada, els hiverns són suaus i les pluges són moderades. Els boscos contenen arbres, matolls i arbust. La majoria d'arbres són caducifolis, que perden les seves fulles durant la tardor. En algunes àrees, els arbres de fulla caduca són reemplaçats per coníferes. Els arbres principals que proliferen en aquests boscos són els roures, els freixes, els aurons, els bedolls, faigs, pollancres, oms i els pins. En moltes àrees, els boscos han estat talats per donar pas al cultiu. Arbres de fusta dura de fulla perenne que són àmpliament espaiats i es troben a la regió mediterrània són l'alzina surera, l'olivera, el roure i el pi pinyoner.